# 塞尔玛 (加利福尼亚州)
塞尔玛（英語：Selma），是美国加利福尼亚州弗雷斯诺县下属的一座城市。建市于1893年3月15日，面积大约为5.14平方英里（13.3平方公里）。根据2010年美国人口普查，该市有人口23,219人。